# 996
Ne doit pas être confondu avec 996 (rythme de travail).
Cette page concerne l'année 996  du calendrier julien. Pour l'année 996 av. J.-C., voir 996 av. J.-C.
L'année 996 est une année bissextile qui commence un mercredi.

## Évènements
- Fin mars : mort du Ziride Al-Mansur. Son fils Badis devient gouverneur d’Ifriqiya (fin en 1016)[1]. Il renonce définitivement à contrôler le Maghreb occidental.
- 24 avril[2] : au Japon, Fujiwara no Michinaga fait condamner à l'exil à Kyūshū Fujiwara no Korechika, son neveu et seul rival pour le pouvoir[3].
- 5 mai[4] : massacre de plus de 160 marchands amalfitains au Caire, soupçonnés par la population d’avoir incendié la flotte fatimide, armée pour aller secourir Tripoli de Syrie menacée par les Byzantins[5].
- 20 juillet : Fujiwara no Michinaga devient ministre de gauche[2].
- 14 octobre : mort d'al-Aziz à Bilbéis, alors qu'il projetait une expédition en Syrie. Son fils Al-Hakim bi-Amr Allah, est reconnu comme calife fatimide d'Égypte à l'âge de onze ans (fin de règne en 1021)[6]. L'eunuque Barjawân assure la régence jusqu'à son assassinat en 1000.

### Europe
- 1er janvier : Novelle de l'empereur byzantin Basile II qui abolit la prescription de 40 ans qui couvrait les acquisitions illégales des biens des pauvres ; tous les biens de cette catégorie acquis depuis la première loi de Romain Lécapène en 922 doivent être restitués à leurs propriétaires primitifs sans aucune indemnité, même s’il s’agit de biens acquis par l’Église[7].

- 5 février : Léon, légat du pape Jean XV, convoque un concile à Ingelheim. Gerbert d'Aurillac y participe peut-être. Au milieu de février, il se joint à la suite qui accompagne Otton III à Rome pour son couronnement[8].

- Février : Eudes de Chartres fait le siège de Langeais où s'est réfugié Foulque III d'Anjou. En mars il envoie une ambassade à Hugues Capet et à Robert mais elle est renvoyée par Robert[8].

- 12 mars : Eudes de Chartres meurt de maladie. Sa veuve Berthe se réfugie avec ses enfants à Blois auprès de sa belle-sœur Emma d’Aquitaine. Le roi Robert s'éprend d'elle et veut l'épouser, ce qui provoque sa brouille avec son père Hugues Capet[8].

- 12 avril : Otton III passe Pâques à Pavie où il est peut-être couronné roi d'Italie ; il est à Ravenne au mois de mai[9].

- 3 mai : début du pontificat de Grégoire V, premier pape allemand (fin en 999)[10].
- 11 ou 12 mai : Vladimir Ier de Kiev inaugure l’église de la Dormition à Kiev, à laquelle il donne le dixième de ses biens et de ses revenus[11]. Il y affecte les prêtres venus de Chersonèse et y fait déposer les restes de sa grand-mère, Olga.

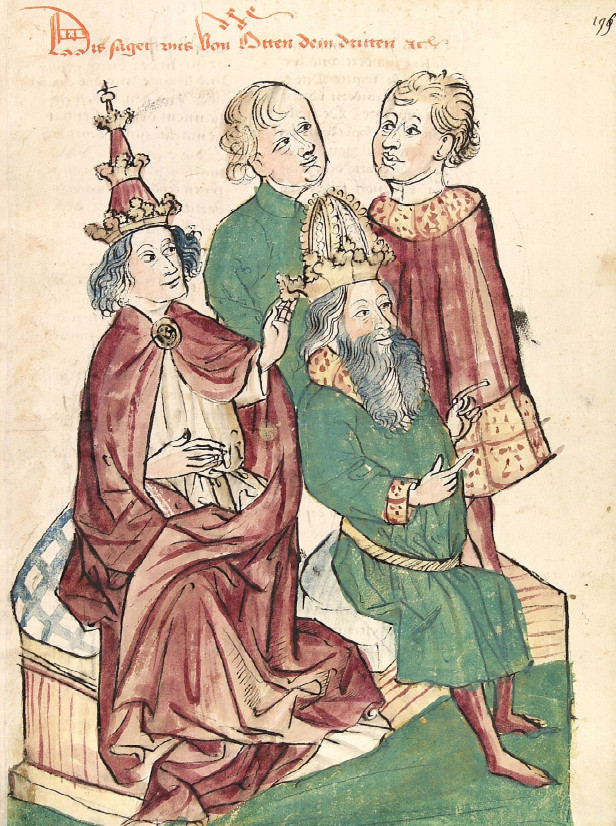
21 mai : sacre d'Otton III. Il nomme son cousin et chapelain Brunon de Carinthie pape (Grégoire V) et se fait sacrer empereur par lui. Il réside à Rome à ses côtés (996, 997–999 et 1000-1002).

- 21 mai : sacre de l'empereur romain germanique Otton III[9].

- Été :
  - Samuel Ier de Bulgarie marche sur Thessalonique. Après que son fils Achot est pris dans une embuscade, le gouverneur arménien de la ville Grégoire Taronitès est battu et tué. Samuel envahit la Grèce, avance jusqu’au golfe de Corinthe, mais est battu au retour par Nicéphore Ouranos au gué du Spercheios, au pied des Thermopyles. Il doit fuir dans les montagnes de Thessalie et regagne l’Épire par le Pinde[7].
  - Adalbert de Périgord, allié de Foulque Nerra, assiège et prend Tours qu'il livre au comte d’Anjou[8].
  - Hugues Capet, malade, se serait rendu en compagnie de Bouchard en pèlerinage sur la tombe de Mayeul de Cluny au monastère de Souvigny[12].
- 1er août : Otton III est de retour à Pavie ; il rentre en Allemagne pendant l'automne[9].
- 29 septembre : début d'un soulèvement romain contre la domination allemande. Grégoire V est chassé par Crescentius[13]. La révolte est réprimée par l'empereur Otton III en 998.

- 24 octobre : début du règne de Robert II le Pieux, roi des Francs (fin en 1031). Il succède à son père Hugues Capet. Marié contre son gré à Rosala, il la répudie pour épouser Berthe de Bourgogne à la fin de l'année[8]. Sous son règne, seuls les comtes de Blois et de Soissons sont encore des vassaux royaux.

- 1er novembre : première mention écrite de l’Autriche (Ostarrichi) dans un acte établi à Bruchsal par Otton III sous Henri Babenberg[14].
- 20 novembre :  Richard le Bon devient duc de Normandie à la mort de son père Richard sans Peur[15]. Son oncle le comte Raoul d'Ivry assure la régence pendant sa minorité (996-1001).

- Le doge de Venise Pierre II Orseolo défend aux navires vénitiens de payer un tribut aux Slaves. Face aux représailles, il envoie une flotte commandée par l'amiral Badoer Bragadin qui s’empare de Pago, poste avancé de Zara, et fait de nombreux prisonniers[16].
- Révolte des paysans normands (996-997)[17].
- Foulque Nerra prête serment au fils de Eudes de Chartres, Thibaut. C'est le premier exemple connu de réserve de fidélité consentie par le vassal en faveur du premier seigneur[18]. Elle ne peut empêcher que le vassal serve mieux le seigneur qui le payait le plus largement.
- Otton III envoie ses deux précepteurs, Jean Philagathos et Bernward de Hildesheim, en ambassade à Constantinople demander pour lui la main d’une princesse porphyrogénète[7].
- Wulfstan devient évêque de Londres (puis de Worcester et d'York vers 1002)[19].

- Une charte du roi Rodolphe III de Bourgogne rédigée à Saint-Maurice d'Agaune donne le pouvoir comtal sur la vallée de la Tarentaise à l'archevêque de Tarentaise, Aymon Ier/Amizon[20].